# Distorsione ottica

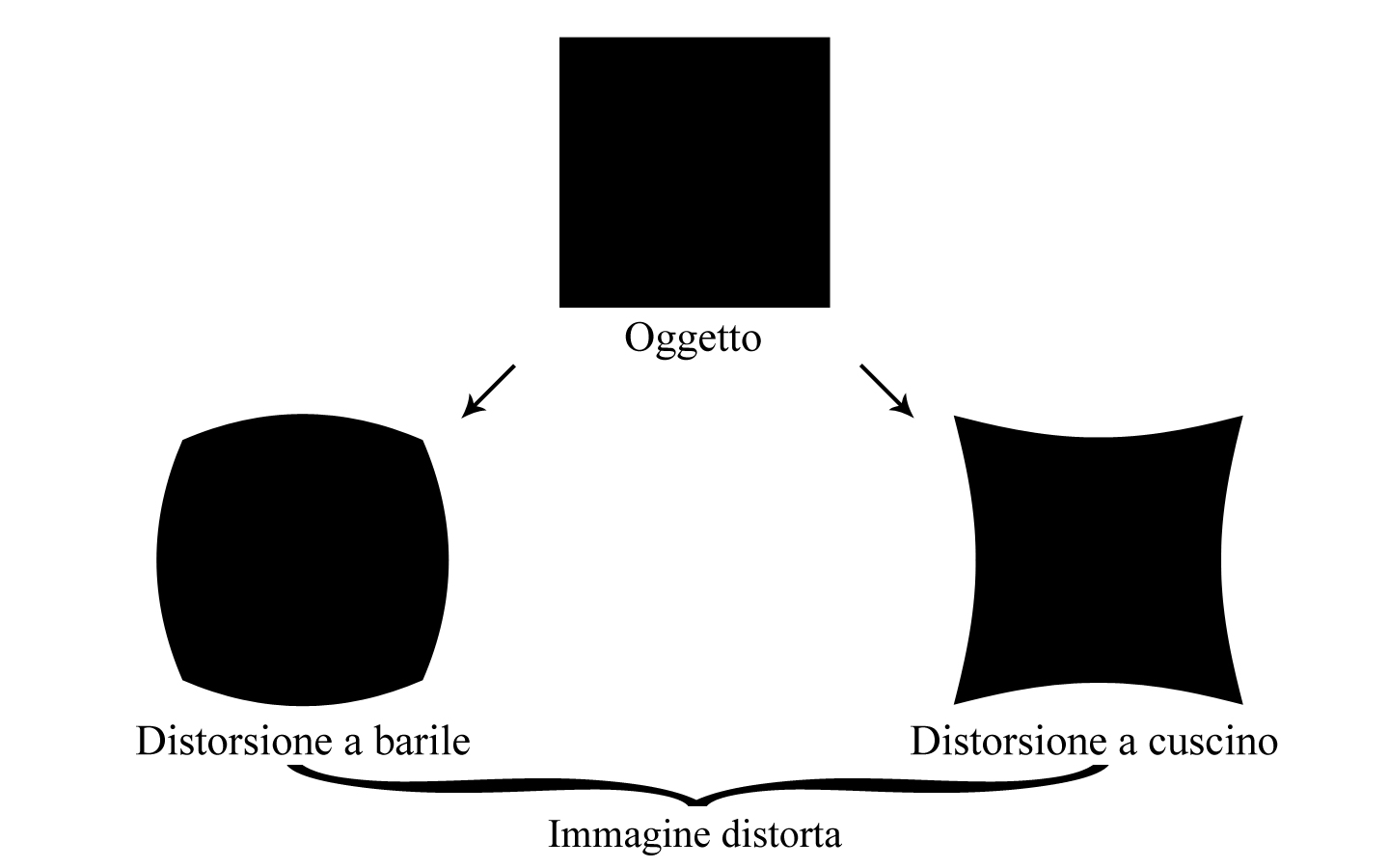
Esempio di distorsioni ottiche a barile e a cuscino

La distorsione ottica si verifica nel momento in cui ai punti del piano oggetto costituenti una certa figura 
corrispondono immagini che non costituiscono una figura simile.
Questo fenomeno è dovuto in buona parte al fatto che le superfici esterne delle lenti sono curve o sferiche.
La distorsione è un difetto che mostra gli oggetti in direzione diversa da quella in cui realmente si trovano, ne esistono di due tipi: a cuscino e a barile, a seconda della curva concava o convessa che può assumere l'immagine distorta.
Risulta quindi assai dannoso nelle applicazioni fotogrammetriche: esso però, essendo legato a fatti geometrici noti, può essere preventivamente studiato e se ne può spesso tenere conto in sede di restituzione correggendo così i risultati ottenuti.

## Correzione
Per correggere la distorsione si adottano sistemi ottici simmetrici in modo che in essi si introducano distorsioni di segno contrario, che annullino la distorsione presente nell'immagine.